# Gözəl Zutova
Gözəl Zutova (ur. 8 kwietnia 1985) – azerska zapaśniczka walcząca w stylu wolnym. Zajęła dziewiąte miejsce na mistrzostwach świata w 2013. Jedenasta na mistrzostwach Europy w 2016.
Dziesiąta na igrzyskach europejskich w 2015. Srebrna medalistka igrzysk solidarności islamskiej w 2021. Druga w Pucharze Świata w 2012; piąta 2015; siódma w 2017 i ósma w 2010 roku.